# فردیناند وان آرنیم

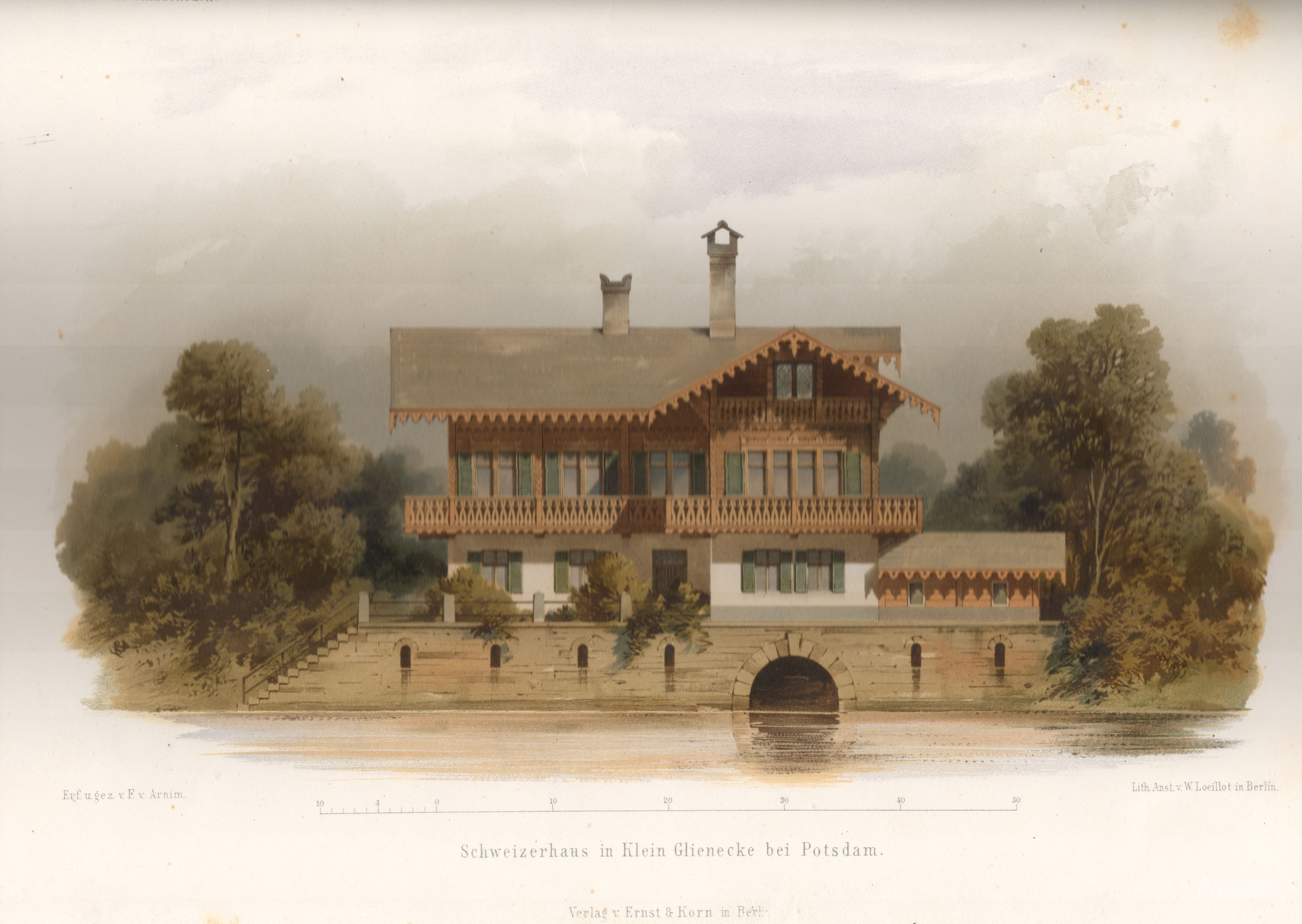

 فردیناند وان آرنیم (انگلیسی: Ferdinand von Arnim؛ ۱۵ سپتامبر ۱۸۱۴ در چبیاتو – ۲۳ مارس ۱۸۶۶) یک معمار و نقاش آب‌رنگ اهل آلمان بود.